# جيف سكول
جيف سكول (بالإنجليزية: Jeffrey Skoll)‏ (و. 1965 – م) هو منتج أفلام، وعالِم حاسب آلي، ومهندس، من كندا، ولد في مونتريال.

## التعليم
تعلم في جامعة تورنتو، وجامعة ستانفورد.

## جوائز
حصل على جوائز منها:
- ضابط وسام كندا.

## وصلات خارجية
- جيف سكول على موقع IMDb (الإنجليزية)
- جيف سكول على موقع بوكس أوفيس موجو (الإنجليزية)
- جيف سكول على موقع قاعدة بيانات الفيلم (الإنجليزية)